# ウェイモ

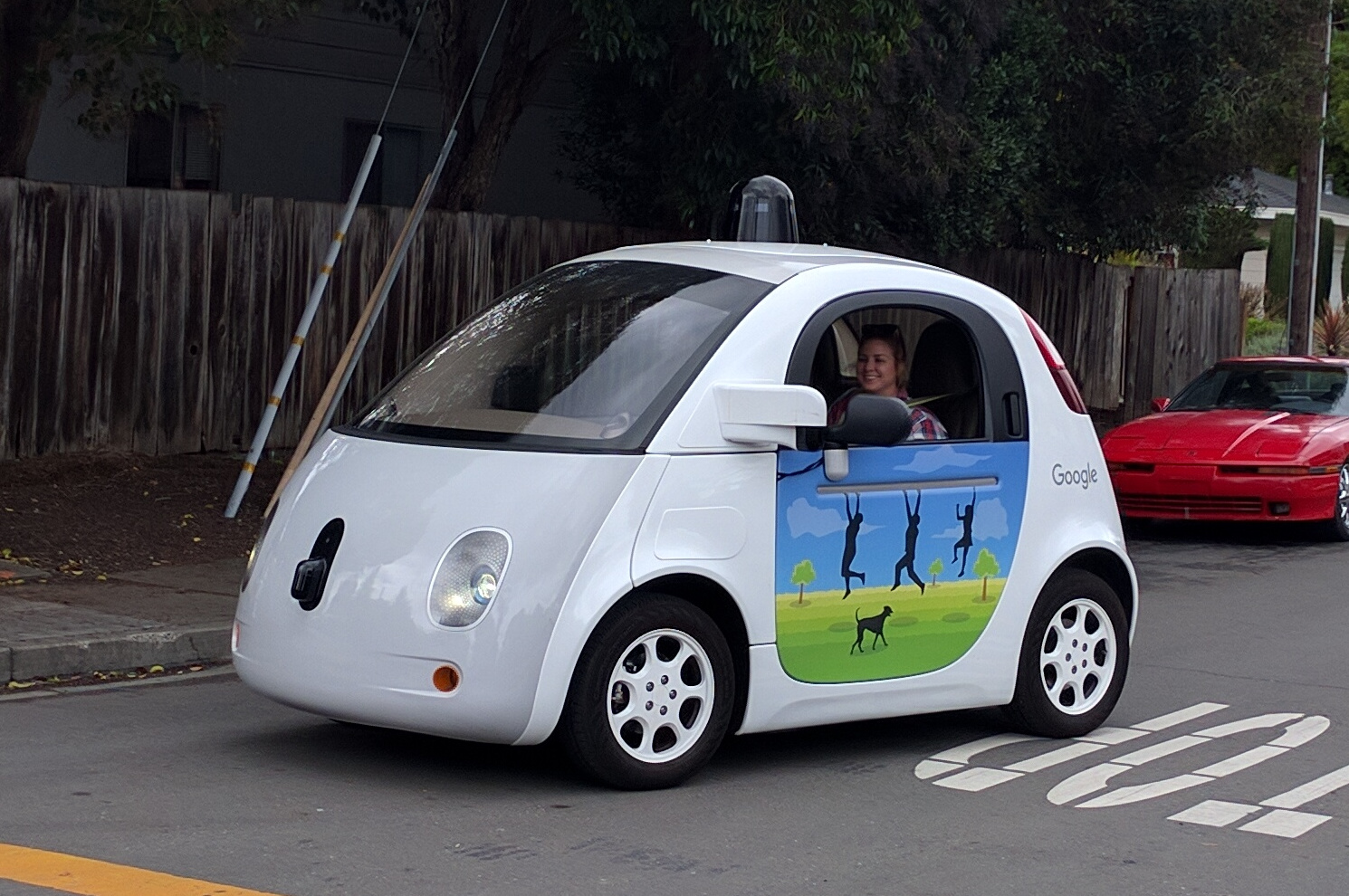
Google セルフドライビングカー

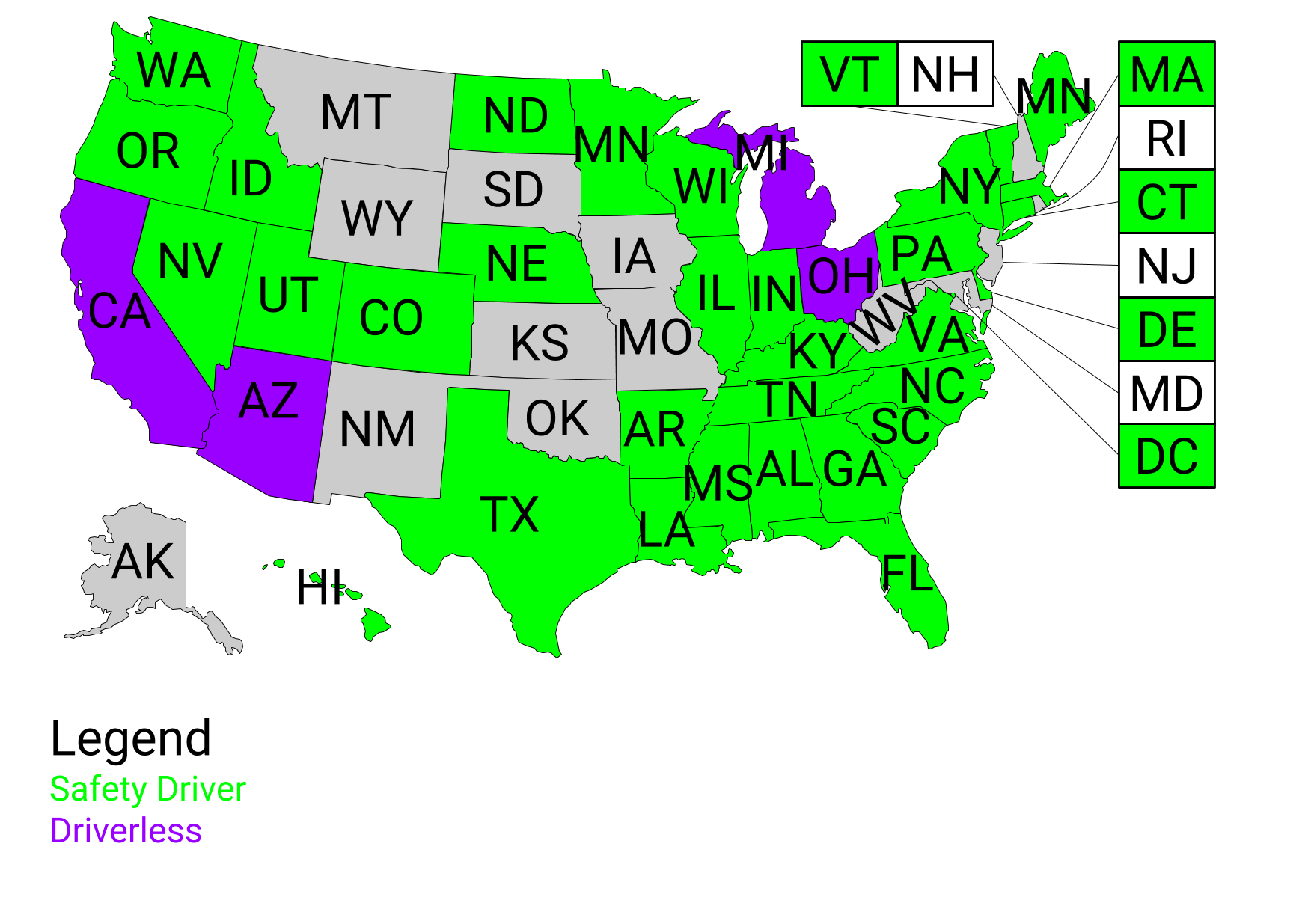
アメリカ合衆国で合法の地域を緑色で表した図。カリフォルニア州、ミシガン州、フロリダ州、ネバダ州、アリゾナ州、ノースダコタ州、テネシー州、コロンビア特別区、ユタ州で、自動運転のテスト走行が許可されている。

ウェイモ（英: Waymo）とは、Alphabet傘下の自動運転車開発企業。2016年12月13日にGoogleの自動運転車開発部門が分社化して誕生した。自動運転タクシー事業およびアプリ名は「Waymo One」。

## 沿革
ウェイモの前身となる自動運転プロジェクトは、2009年1月17日にGoogle Xラボで開始された。このプロジェクトは、スタンフォード人工知能研究所で元ディレクターのGoogleエンジニアであるセバスチアン・スランと、Googleストリートビューの発明者が共同で主導していた。
かつて在籍していた人々として、DARPAグランド・チャレンジで働いていたクリス・アームソン（後にAurora創業）、マイク・モンテメロー、アンソニー・レヴァンダウスキー（後にUberへ移籍）らがいる。
自動運転車の「スタンレー（英語版）」を製作したスタンフォード大学のスランのチームは、2005 DARPA グランド·チャレンジ（ロボットカーレース）で優勝して、米国防総省からの賞金200万ドルを獲得した沿革がある。
Googleは公道での自動運転の実験走行を法律で受け入れてもらうために、米国のネバダ州でロビー活動を行った。その後、ネバダ州は自動運転車の運転を可能にする法律を2011年6月29日に可決、2012年3月1日から施行された。そしてネバダ州のDMV（陸運局）は、 Googleが自動運転車に改造したトヨタ・プリウスに、2012年5月8日、自動運転車専用のライセンスを米国内で初めて発行した。
2012年4月にフロリダ州でも受け入れられ、公道での自動運転車の実験走行を許可した第二の州になった。そしてカリフォルニア州ではジェリー・ブラウン知事がGoogle本社で法案に署名をし、事実上で第三の州になった。
2010年のプロジェクト開始時点では、8年から10年程度で、2020年までに完全自動運転が実現できると想定していた。
2016年5月、Googleとフィアット・クライスラー・オートモービルズは、自動運転技術のテスト用にクライスラー・パシフィカ・ハイブリッドミニバン100台を発注すると発表した。
2016年12月13日、Googleから分社化しWaymoと改称され、Googleの持株会社Alphabetの子会社となった。Waymo という名称は "a new way forward in mobility."（モビリティの新たな進むべき道）に由来するという。
2018年3月、ジャガーランドローバーは、ウェイモがジャガー・IペイスBEVを最大2万台発注したと発表した。実際の調達数は2025年5月時点で約1500台を自動運転車として運用、その他に2025年初頭までにベース車両として2000台以上が納入され2026年にかけて導入予定である。
2018年12月、ウェイモはアリゾナ州フェニックスで自動運転タクシーの全米初の商用運用を開始した。ただし、運行地域および利用可能なユーザーは限定されていた。これにはフェニックス大都市圏の公共交通機関を運営するバレーメトロが協力している。同地でのユーザーを限定しない一般公開は2020年となった。
2021年4月2日、5年以上に渡りウェイモのトップを務めてきたジョン・クラフチックがCEOを退任すると発表し、ウェイモのCOOのテケドラ・マワカナとCTOのディミトリ・ドルゴフの2人がともに共同CEOに昇格する。
2021年8月には、サンフランシスコ市街地の公道で一般ユーザーを乗車させるテストを開始した。ただし、無人車両ではなく運行を監視するオペレーターが同乗する。当初の予定では3年以内の一般向けサービスを開始することを望んでいた。オペレーターを置かない無人運転は2022年初頭に開始された。
2022年4月、自動運転タクシーサービスをフェニックス中心部にも拡大。
2023年、クライスラー・パシフィカハイブリッドを廃止し、Waymo Oneの全車両をジャガー・Iペイスとした。
2024年、フェニックス都市圏の高速道路で社員向けに無人走行テストを開始。高速経路を含む商用サービス実現に向け段階的展開を表明 。
2024年、サンフランシスコとロサンゼルスでのWaymo Oneが一般公開され、24時間・誰でも利用可能な完全無人サービスへ移行。
2025年、テキサス州 オースティンおよびジョージア州 アトランタでUberアプリ経由の Waymo One一般提供を開始。

## 技術

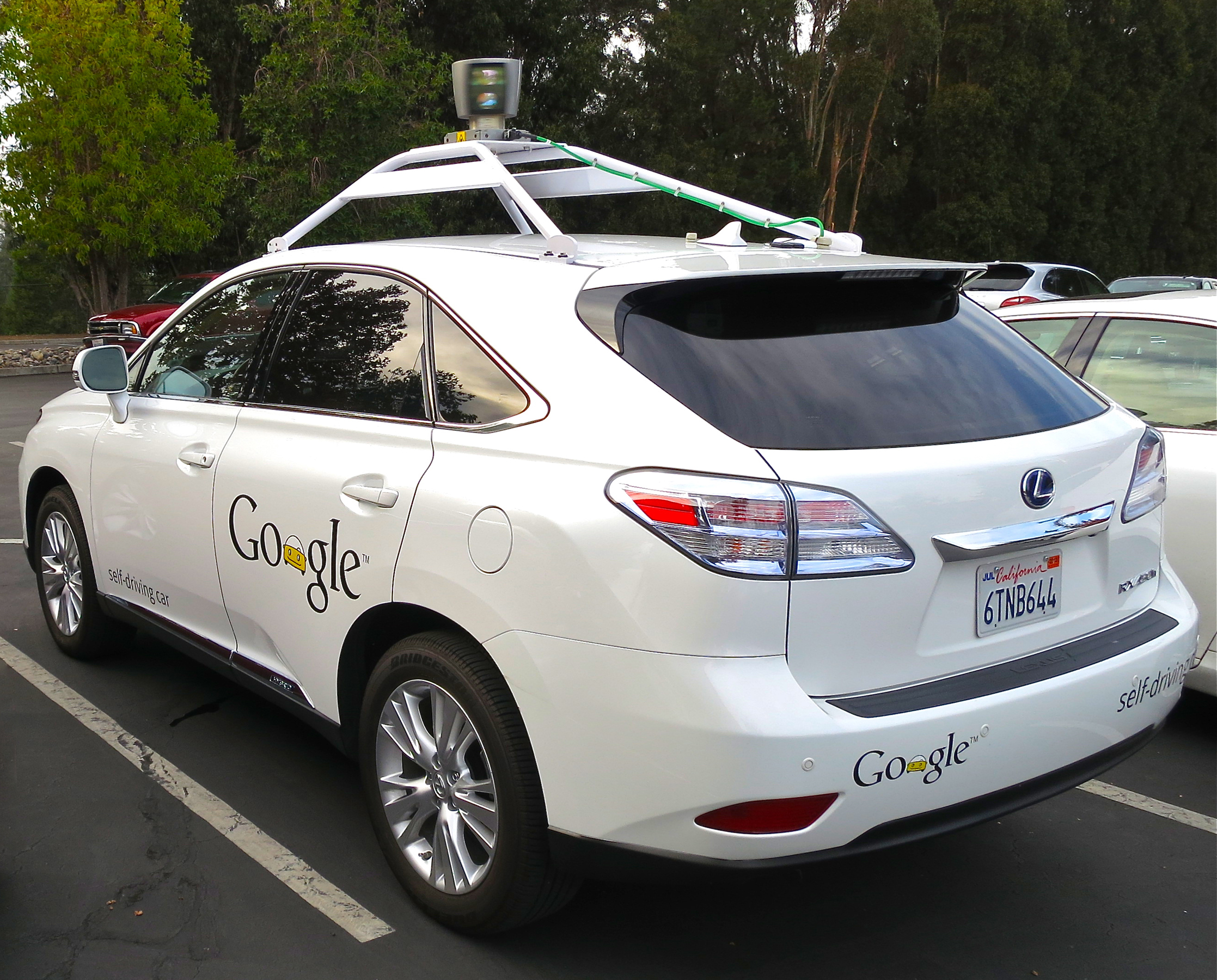
Googleによって自動運転車に改造されたLexus RX450h。

セルフドライビングカー（自動運転車）は、自動運転に必要となる情報を収集し、それをコンピュータで解析した後に運転操作命令が出力される。自動運転を制御するソフトウェアは、グーグル ショーファー（英: Google Chauffeur）と呼ばれている。走行中は、GPS（全地球測位システム）を使い、現在地と目的地をリアルタイムで比較しながら、コンピュータが自動でハンドルを回す。またレーザーカメラやレーザースキャナを搭載しており、これは様々な道路情報（周辺の車両、歩行者、信号、障害物）を識別する。これらの装置で収集した情報は、コンピュータが総合的に解析し、ステアリングホイール（ハンドル）・アクセル・ブレーキなどの運転に必要となる動作の最終決定を行うために使われる。

Googleのロボットカーには、約15万ドルに相当する機器を搭載し、この内7万ドルに相当するLIDARセンサが搭載されている。上部に装備された距離計（レンジファインダー）は、「ベロディン（英: Velodyne）」と呼ばれ、64個のビームレーザーを備える。この装置からレーザービームを照射し、車両周辺の詳細な3Dマップを生成する。生成された3Dマップをセルフドライビングカーが読み取り、Googleの高解像度マップと照合し、これを応用して自動運転車が自動で運転制御する仕組みとなっている。

### 人工知能
Google セルフドライビングカーに搭載されているソフトウェア（人工知能）は、グーグル ショーファーである。ハンドルやアクセル、ブレーキをはじめとした自動運転の制御は、全てここで処理されている。事故予測能力に関しては、テスト走行中にさまざまな周辺情報を収集し、それをビッグデータ化して事故を防ぐ人工知能の開発を進めている。例えば、親子で一緒に歩いている子供と、子供が一人で歩いている場合では、次に取る行動の危険性に差が出る傾向がある。そういった個人ごとの動きの特徴を人工知能に学習させて、人間の行動を予測する能力を強化し、事故率を下げることを目指している。
他にも、状況によっては道路の規制速度を超えるようにプログラムされている。これは周辺の車が自車よりも速いスピードを出している中で制限速度に固執すると、かえって事故のリスクが高くなるためである。Googleの車両の場合は、プラス10マイル毎時（mph, 時速16 km）の範囲まで速度オーバー出来るようインプットされている。

## 実験走行

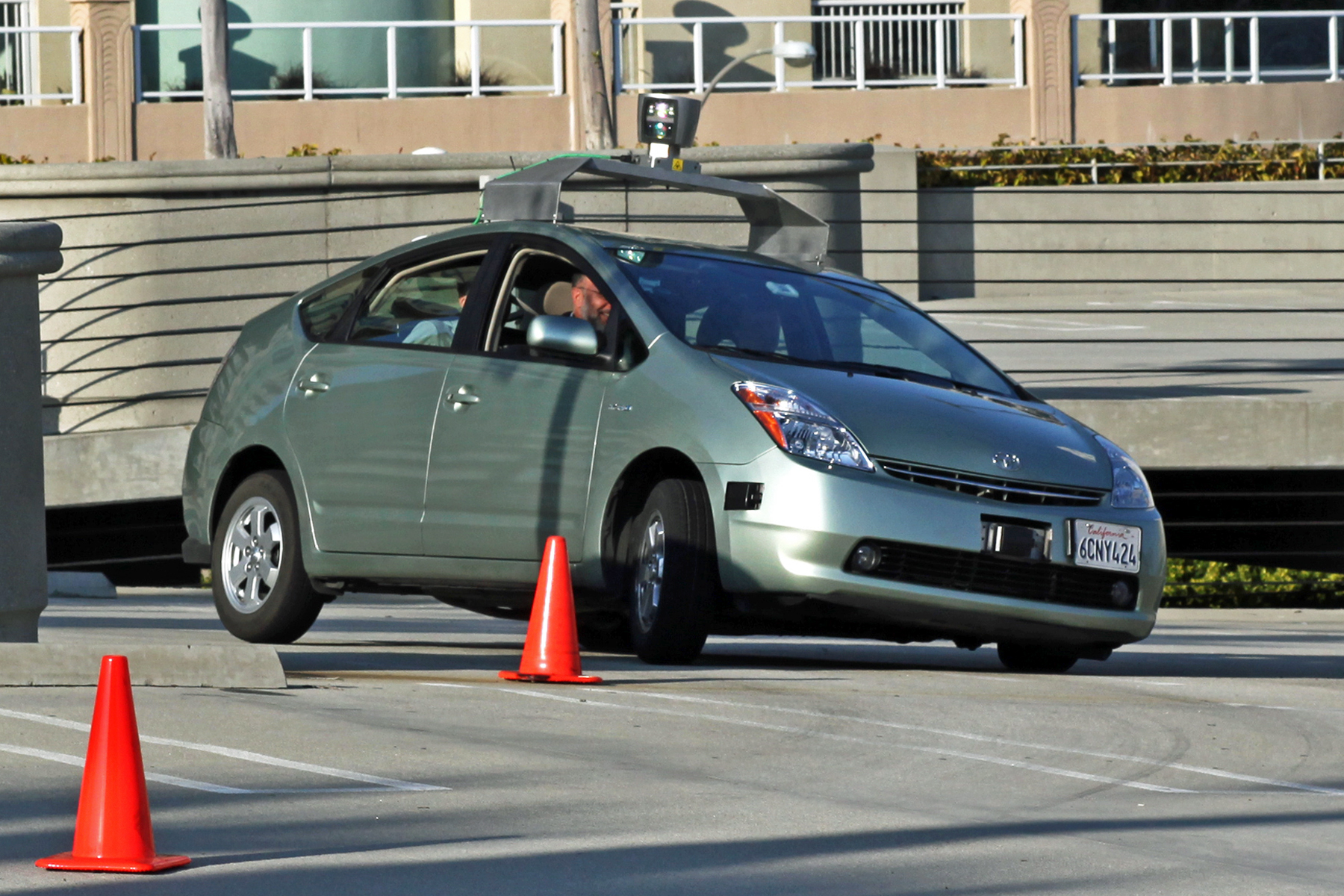
テストコースを走行しているトヨタプリウス (2代目)は、Googleの自動運転車に改造されている

プロジェクトチームは、トヨタ自動車のプリウスが6台と、アウディ1台、および3台のトヨタレクサスの計10台を、自動運転車に改造した。実験走行では、熟練したドライバーが運転席に座り、助手席にGoogleのエンジニアが座って、走行状況を監視する。ゴールデンゲートブリッジ、ハリウッド通り (Hollywood Street)、カリフォルニア州で、およそ20万キロメートル (km) を走行した。また勾配やカーブが多いサンフランシスコのロンバードストリートも問題なく走行に成功した。

2012年3月28日には、視覚障害者をセルフドライビングカーに乗車させて、実験走行に成功した旨の動画がYouTubeに公開された。Googleは車両の性能をテストするために、視覚障害者を乗車させ、30万 km (=300 Mm) にわたる走行に成功した。このテスト走行に参加した視覚障害者は、カリフォルニア州に住むスティーブ・マハンである。彼は視力の9割以上を失っていることを述べた。彼は自動運転車に乗り、タコベルやコインランドリーなど、生活に必要な場所に行くことに不便を感じないことを示した。スティーブ・マハンは、「自動運転車のおかげで、自分で行きたい所へ行くことができて、進むべき所へ移動できるというのは、私の人生を変えるだろう」と述べた。
- 2012年8月 - プロトタイプの車両「フリート (fleet)」が48万 kmを走行した[32][33]。
- 2014年4月 - Googleの自動運転車の総走行距離が、100万 km (=1 Gm) を突破したことを発表した[34]。
- 2015年11月 - 公道での総走行距離が190万 kmを突破。出典記事の通り警察に止められていたが、この時点でも無事故無違反となっている[35]。
- 2017年10月 - アリゾナ州チャンドラーにて、ミニバンで運転手なしの完全無人自動運転のテスト走行開始した。
- 2018年3月 - ウェイモの実験走行距離が800万 km (=8 Gm) 達成。コンピュータシミュレーション走行では、約80億キロ (=800 Gm) 突破した。
- 2019年3月 - 自社開発のLIDARセンサ (Laser Bear Honeycomb) の外販を開始。なお同業他社には販売しない模様[36]。 同年9月に公道上にて1000万マイル（1610万 km=16.1 Gm）の走行を達成[37]。

## 実績
自動運転タクシーサービスの乗車回数は2023年8月には週1万件だったが、2024年5月に週5万件、同年8月には週10万件、2025年5月には週25万件を超えた。累計では2023年後半に100万件、2024年末には500万件、2025年5月20日までに1000万件の乗車回数を達成した。

## 問題点
2014年9月2日にはマサチューセッツ工科大学が、「大雨や雪の降る日は走行できない」とする分析結果を科学雑誌に公表した。Google自動運転カーの上部に取り付けられているセンサーは、雨粒や雪粒を障害物と認識し、走行できなくなる問題がある。また道路上に落ちている石とシワだらけの紙の区別が出来ないほか、歩行者を電柱と誤認識することもある。日差しが強い状況下ではセンサーの解像度が下がり、信号が読み取れない場合もある。目的地までの自動走行は、地図データへの依存度が高いため、開発には詳細かつ膨大な地図データをインプットする必要がある。しかし米国の大半の地域では、安全に走行できるほどのデータはインプットされておらず、走行可能なのは一部地域のみに留まっている。Google側はこれらの問題を2014年当時認め、雪粒への対応など、改善に着手すると明かしていた。